# Durio carinatus
Durio carinatus är en malvaväxtart som beskrevs av Maxwell Tylden Masters. Durio carinatus ingår i släktet Durio och familjen malvaväxter. Inga underarter finns listade i Catalogue of Life.